# EPIK HIGH
EPIK HIGH（エピック・ハイ、朝: 에픽하이）は、韓国の3人組男性ヒップホップグループである。グループ名は、英語の「epic」と「high」を組み合わせた造語であり、「詩に酔いしれた状態」または「叙事詩的な偉大さ」という意味を持つ。社会問題などを痛烈に批判した風刺的な楽曲を特色とする。

## 略歴
2001年、スタンフォード大学を卒業して韓国へ帰国したTabloが、Mithra JinとDJ Tukutzと出逢いEPIK HIGHを結成。
2003年、Woollimエンターテインメントから1集『Map of the Human Soul』でデビュー。
2005年、3集『Swan Songs』をリリース。過去2作のセールスが思わしくなかったため本作が最後となる予定だったが、大ヒットしグループ活動を続行。
2007年、4集『Remapping the Human Soul』をリリース。活動曲の「Fan」が韓国の各種音楽チャートで1位を獲得。
その後DJ TukutzとMithra Jinが兵役につき、2010年グループ活動を一時休止。
2011年、Tabloが学歴詐称をしていると唱える団体「タジンヨ」に対する訴訟を起こし、勝訴する。この時、当時YGエンターテインメントに所属していたTabloの妻カン・ヘジョンがヤン・ヒョンソクを紹介したことがきっかけで、YGエンターテインメントと専属契約を結ぶ。
2012年、メンバー2人の兵役終了に伴い、YGエンターテインメントにてグループ活動を再開。
2014年、日本での正規1集『SHOEBOX -Japan Edition-』をリリース。
2018年、YGエンターテインメントとの契約を終了。
2019年、Tabloを社長とする音楽事務所「アワーズ」を設立。
2021年・2022年、二部作のアルバム『EPIK HIGH IS HERE 上・下』をリリース。

## ディスコグラフィ
- 2003年 1集 《Map of the Human Soul》
- 2004年 デジタルシングル 《雨のラプソディー》
- 2004年 2集 《High Society》
- 2005年 3集 《Swan Songs》
- 2006年Repackage《Black Swan Songs》
- 2007年 4集 《Remapping the Human Soul》
- 2008年 5集 《Pieces, Part One》
- 2008年ミニアルバム《Lovescream EP》
- 2009年ブックアルバム《魂 : Map the Soul》
- 2009年リメークアルバム《Remixing the Human Soul》
- 2009年 6集 《[e]》
- 2010年 special album 《epiloge》
- 2012年 デジタルシングル 《It's Cold》
- 2012年 7集 《99》
- 2014年 8集 《Shoebox》
- 2017年 9集 《WE'VE DONE SOMETHING WONDERFUL》
- 2019年 EP 《Sleepless in __________》「새벽에（夜明けに）」でBTSのSUGAが作編曲を担当。
- 2021年 10集 《Epik High Is Here》（上）
- 2022年 10集 《Epik High Is Here》（下）「Gray So Gray」でユンナがボーカル参加。

## 受賞歴

### 2005年
- Mnet KM music video festival Hiphop部門賞
- 第20回 ゴールデンディスク賞 Hiphop賞
- KBS 歌謡大賞 今年の歌手賞
- SBS 歌謡大戰 Hiphop部門賞

### 2007年
- Mnet KM Music Festival 'Hiphop音楽賞今年のアルバム賞'受賞
- 2007年第22回 ゴールデンディスク賞 本賞

### 2008年
- 2008年第17回 ソウル歌謡大賞 最高アルバム賞, 本賞
- 2008年第5回 韓国大衆音楽賞 最優秀ヒップホップ(アルバム), ネチズンが選んだ今年の音楽であるヒップホップ部門